# Styrian Spirit
Styrian Spirit – nieistniejące austriackie linie lotnicze.
Linie zostały założone 25 grudnia 2002 roku a działalność usługowa rozpoczęły 24 marca 2003 roku.  Oferowała loty czarterowe na terenie Europy. W jej skład wchodziły Slovenian Spirit i Salzburg Spirit obsługujące lotniska w Salzburgu i Mariborze. 24 marca 2006 roku linie zawiesiły działalność i złożyły wniosek o ogłoszenie upadłości.

## Flota
Styrian Spirit dysponowała pięcioma samolotami:
- 4 samoloty Bombardier CRJ200 (OE-LSC, OE-LSD, OE-LSEi OE-LSS)
- 1 samolot Bombardier CRJ700 (OE-LSF)

## Trasy
W grudniu 2005 roku linie obsługiwały trasy:
- Austria
  - Graz
  - Salzburg
  - Klagenfurt am Wörthersee
- Chorwacja
  - Dubrownik
- Niemcy
  - Berlin
  - Stuttgart
- Francja
  - Paryż
- Polska
  - Kraków
- Wielka Brytania
  - Londyn-Luton
- Słowenia
  - Maribor
- Szwajcaria
  - Zurych